# Clathria echinata
Clathria echinata är en svampdjursart som först beskrevs av Pedro M. Alcolado 1984.  Clathria echinata ingår i släktet Clathria och familjen Microcionidae. Inga underarter finns listade i Catalogue of Life.